# Dysphania deflavata
Dysphania deflavata är en fjärilsart som beskrevs av W. Warren 1904. Dysphania deflavata ingår i släktet Dysphania och familjen mätare. Inga underarter finns listade i Catalogue of Life.